# Carl Duisberg
Friedrich Carl Duisberg (ur. 29 września 1861 w Barmen, zm. 19 marca 1935 w Leverkusen) – niemiecki chemik i przemysłowiec, organizator przemysłu barwników organicznych.
W latach 1879-1880 studiował na Uniwersytecie w Getyndze a następnie na Uniwersytecie w Jenie uzyskując doktorat w 1882 w wieku 21 lat, w 1883 rozpoczął pracę jako chemik w fabryce farb Bayer, w 1900 został wybrany na członka zarządu, a w latach 1912-1925 stał na czele grupy jako dyrektor generalny. W 1906 został członkiem Leopoldiny